# Styracaster elongatus
Styracaster elongatus is een kamster uit de familie Porcellanasteridae.
De wetenschappelijke naam van de soort werd in 1907 gepubliceerd door René Koehler.